# Nunatak Pedersen
Nunatak Pedersen är en nunatak i Antarktis. Den ligger i Västantarktis. Argentina, Chile och Storbritannien gör anspråk på området. Toppen på Nunatak Pedersen är 15 meter över havet.
Terrängen runt Nunatak Pedersen är platt åt sydost, men åt nordväst är den kuperad. Trakten är obefolkad. Det finns inga samhällen i närheten.